# Ivan Turina
Ivan Turina (Zagabria, 3 ottobre 1980 – Solna, 2 maggio 2013) è stato un calciatore croato, di ruolo portiere.

## Carriera

### Club
La carriera professionistica di Turina iniziò nel 1998, quando rivestiva il ruolo di quarto portiere della Dinamo Zagabria (negli anni '90 denominata Croazia Zagabria) dietro ai colleghi di reparto Ladić, Butina e Vasilj. Fu girato in prestito ad altre squadre croate, tra cui Sesvete, Kamen Ingrad e Osijek, finché nel 2003 diventò il nuovo portiere titolare della Dinamo complice la partenza di Tomislav Butina.

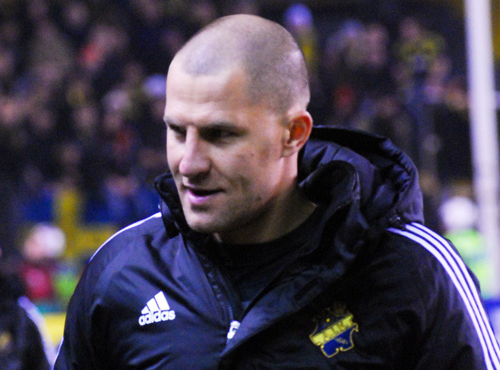
Turina nel novembre 2012

Dopo aver conquistato due scudetti croati al fianco del giovane talento Luka Modrić, nel 2007 si trasferì allo Skoda Xanthi nel massimo campionato greco senza però riuscire ad imporsi con continuità così come avvenne nella parentesi in Polonia al Lech Poznań, dove collezionò solamente 12 presenze in campionato e 6 in Coppa UEFA pur vincendo la coppa nazionale. Nel settembre 2009 interruppe il rapporto con i polacchi mentre un mese più tardi tornò ad allenarsi con la Dinamo Zagabria, che lo ingaggiò a gennaio come riserva del rientrato Butina.
Nel maggio 2010 firmò un contratto di tre anni e mezzo con gli svedesi dell'AIK, debuttando a luglio dello stesso anno dopo la pausa estiva del campionato. Grazie anche alle sue parate, al termine di quella stagione l'AIK riuscì ad evitare la retrocessione, ottenendo poi un 2º e un 4º posto nei due campionati seguenti. Con la squadra nerogialla ha anche disputato la fase a gironi di UEFA Europa League 2012-2013.
Nel febbraio 2013, Turina aveva firmato un prolungamento del contratto fino al 2016. La sua ultima partita è stata Gefle-AIK (1-2) del 22 aprile 2013, quando uscì dal campo all'87' per un problema muscolare dopo la rete del momentaneo pareggio della formazione di casa.

### Nazionale
Turina ha fatto parte di molte nazionali giovanili croate, tra cui le selezioni Under-17, Under-19 e Under-20. Ha anche indossato la maglia della nazionale maggiore in un'occasione, nella gara amichevole disputata il 1º febbraio 2006 a Hong Kong contro la nazionale locale quando sostituì Joey Didulica nell'intervallo.

## La scomparsa
La mattina del 2 maggio 2013 il corpo senza vita del giocatore croato è stato rinvenuto nella sua abitazione di Solna, comune nei pressi di Stoccolma. A causare il decesso fu un'aritmia cardiaca congenita. Ha lasciato la moglie incinta e due figlie gemelle.

## Statistiche

### Cronologia presenze e reti in nazionale
| Cronologia completa delle presenze e delle reti in nazionale ― Croazia | Cronologia completa delle presenze e delle reti in nazionale ― Croazia | Cronologia completa delle presenze e delle reti in nazionale ― Croazia | Cronologia completa delle presenze e delle reti in nazionale ― Croazia | Cronologia completa delle presenze e delle reti in nazionale ― Croazia | Cronologia completa delle presenze e delle reti in nazionale ― Croazia | Cronologia completa delle presenze e delle reti in nazionale ― Croazia | Cronologia completa delle presenze e delle reti in nazionale ― Croazia |
| Data                                                                   | Città                                                                  | In casa                                                                | Risultato                                                              | Ospiti                                                                 | Competizione                                                           | Reti                                                                   | Note                                                                   |
| ---------------------------------------------------------------------- | ---------------------------------------------------------------------- | ---------------------------------------------------------------------- | ---------------------------------------------------------------------- | ---------------------------------------------------------------------- | ---------------------------------------------------------------------- | ---------------------------------------------------------------------- | ---------------------------------------------------------------------- |
| 1-2-2006                                                               | Hong Kong                                                              | Hong Kong                                                              | 0 – 4                                                                  | Croazia                                                                | Amichevole                                                             | -                                                                      | 46’                                                                    |
| Totale                                                                 |                                                                        | Presenze                                                               | 1                                                                      |                                                                        | Reti                                                                   | -0                                                                     |                                                                        |

## Palmarès

### Club
- Campionato croato: 3

Dinamo Zagabria: 2006, 2007, 2010
- Coppa di Croazia: 2

Dinamo Zagabria: 2004, 2007
- Supercoppa di Croazia: 1

Dinamo Zagabria: 2006
- Campionato polacco: 1

Lech Poznań: 2010
- Supercoppa di Svezia: 1

AIK: 2010